# Irnini Mons
Irnini Mons es un volcán ubicado en el planeta Venus a 14,6°N y 16,0°E , en el segmento central de Eistla Regio, justo al noreste de Anala Mons, otro volcán, y al sur de Bereghinya Planitia.

## Ambigüedad patera / corona
Este edificio volcánico tiene una altura de aproximadamente 1.750 m para un diámetro de aproximadamente 525 km, con una caldera de 225 km llamada Safo Patera.
Dadas las dimensiones relativas de la caldera y el volcán, así como el relieve general de la región (poco marcado) y la presencia de fallas concéntricas en la periferia del conjunto, no se excluye que el conjunto Safo Patera/Irnini Mons sea en realidad una corona, como Nehalennia Corona y Libera Corona, que se encuentran a ambos lados de Irnini.

## Geología
El análisis de las fracturas alrededor de Irnini Mons sugirió que las estructuras radiales se iniciaron con la llegada de la presión magmática antes de ensancharse por la caída de esta presión, lo que también habría provocado la aparición de fosas concéntricas; la relajación isostática de este nuevo relieve también habría inducido pliegues concéntricos tardíos, una vez remitida toda la presión adicional.